# 1726
1726 (MDCCXXVI) fue un año común comenzado en martes según el calendario gregoriano.

## Acontecimientos
- Se publican Los viajes de Gulliver de Jonathan Swift.
- 24 de diciembre: Se declara fundada la ciudad de Montevideo.
- Benedicto XIII canoniza a Santo Toribio de Mogrovejo y a San Peregrino Laziosi.
- Se publica el primer tomo del Diccionario de autoridades, primer diccionario de la lengua castellana editado por la Real Academia Española.
- Se publica "El discurso en defensa de las mujeres", del padre Benito Jerónimo Feijoo. Uno de los textos fundacionales del feminismo.

## Nacimientos
- 7 de septiembre: François-André Danican Philidor, músico y jugador de ajedrez (f. 1795)
- 3 de junio: James Hutton, geólogo, médico y granjero experimental escocés (f. 1797)

## Fallecimientos
- 2 de enero: Domenico Zipoli, compositor barroco italiano (n. 1688)
- 26 de marzo: John Vanbrugh, arquitecto y dramaturgo inglés (n. 1664)
- 10 de octubre: Tommaso Redi, pintor italiano (n. 1665)